# Вулиця Григорія Косинки (Умань)
Ву́лиця Григорія Косинки — вулиця у місті Умань Черкаської області, Україна.

## Розташування
Починається від вулиці Челюскінців в долині річки Уманка. Простягається на північ, піднімаючись до вулиці Туристів, повертає на північний схід і знову спускається в долину Мегометровського ставка.

## Опис
Вулиця неширока, шириною в 1 смугу. Має декілька вигинів, спочатку піднімається, а потім опускається. В нижній її частині рух транспорту було перекрито в кінці 90-х років у зв'язку з близькістю могили Ребе Нахмана та знову відчинено восени 2011 року у зв'язку з потребою пропускати більшу кількість паломників-хасидів, але проїзд з вул. Челюскінців заборонено відповідним знаком[джерело?].

## Історія
На планах Умані 1864-го та 1879 років на місці сучасної вулиці Григорія Косинки та вулиці Туристів позначено єврейське кладовище. У радянські часи було забудовано до 11 відсотків території кладовища, у часи незалежності було забудовано до 40 відсотків. Між хасидською громадою і владою Умані триває дискусія щодо меж кладовища. 
За радянських часів і до 2016 року носила назву вулиця Бєлінського. 1979 було ухвалено рішення забудувати місце старого єврейського цвинтаря Умані, на якому знаходилась Могила рабина Нахмана з Брацлава, житловими багатоповерхівками замість приватних будинків які там були.  Дізнавшись про ці плани лідери єврейської громади США звернулись до президента Джиммі Картера щоб він порушив цю тему під час зустрічі з Леонідом Брежнєвим. Після зустрічі президентів вулицю Бєлінського вилучили з проєкту забудови міста, залишивши могилу недоторканою. 
Були пропозиції перейменувати вулицю Бєлінського на вулицю Ребе Нахмана, але вона не була підтримана на сесії Уманської міськради. 2016 року вулицю перейменували на честь українського письменника Григорія Косинки. Хасидська громада знову звернулася до міськради з проханням про перейменування вулиці іменем їхнього духовного лідера. 2018 року відділ архітектури Уманської міськради виніс на громадське обговорення пропозицію перейменувати вулицю на честь Ребе Нахмана: 
|  | Засновник брацлавського хасидизму багато років жив і творив в Умані. Перейменування вулиці дасть змогу чітко ідентифікувати місце захоронення духовного наставника з місцем розміщення пантеону |

## Будівлі
Вулиця розташована в центрі паломництва брацлавських хасидів, тут розташована могила їхнього цадика Нахмана.

## Примітки

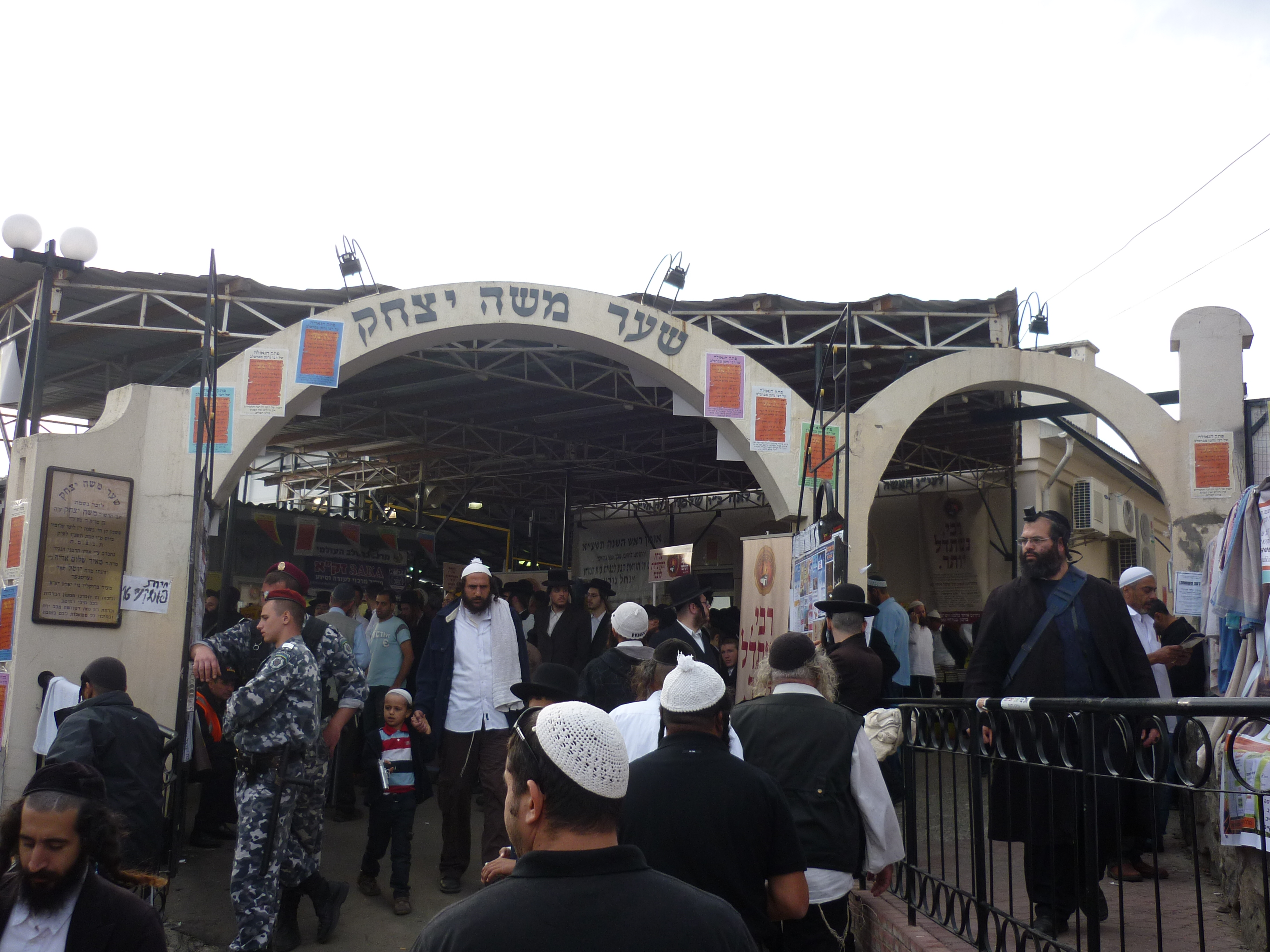
Могила цадика Нахмана
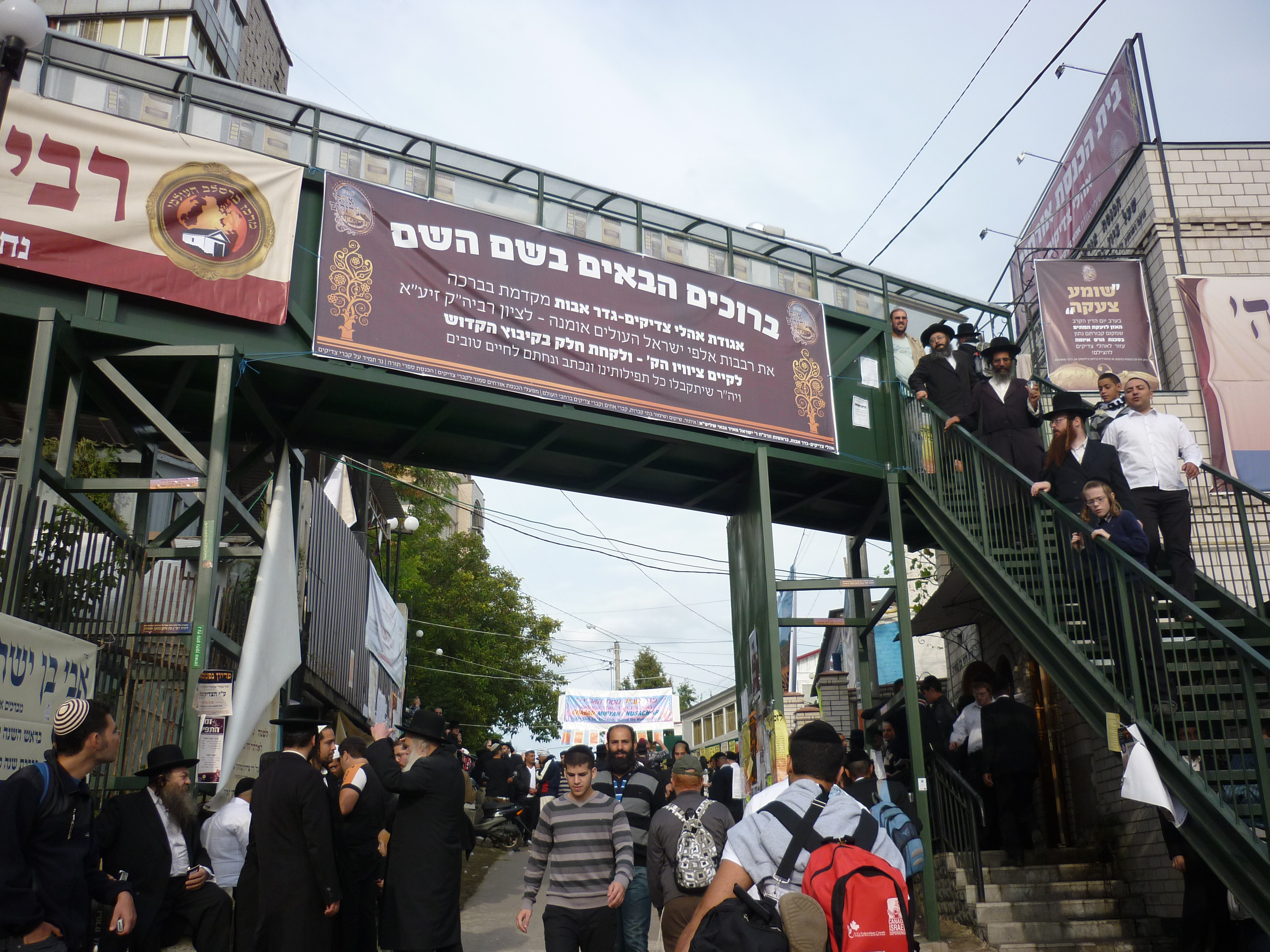
Підйом до вулиці Пушкіна
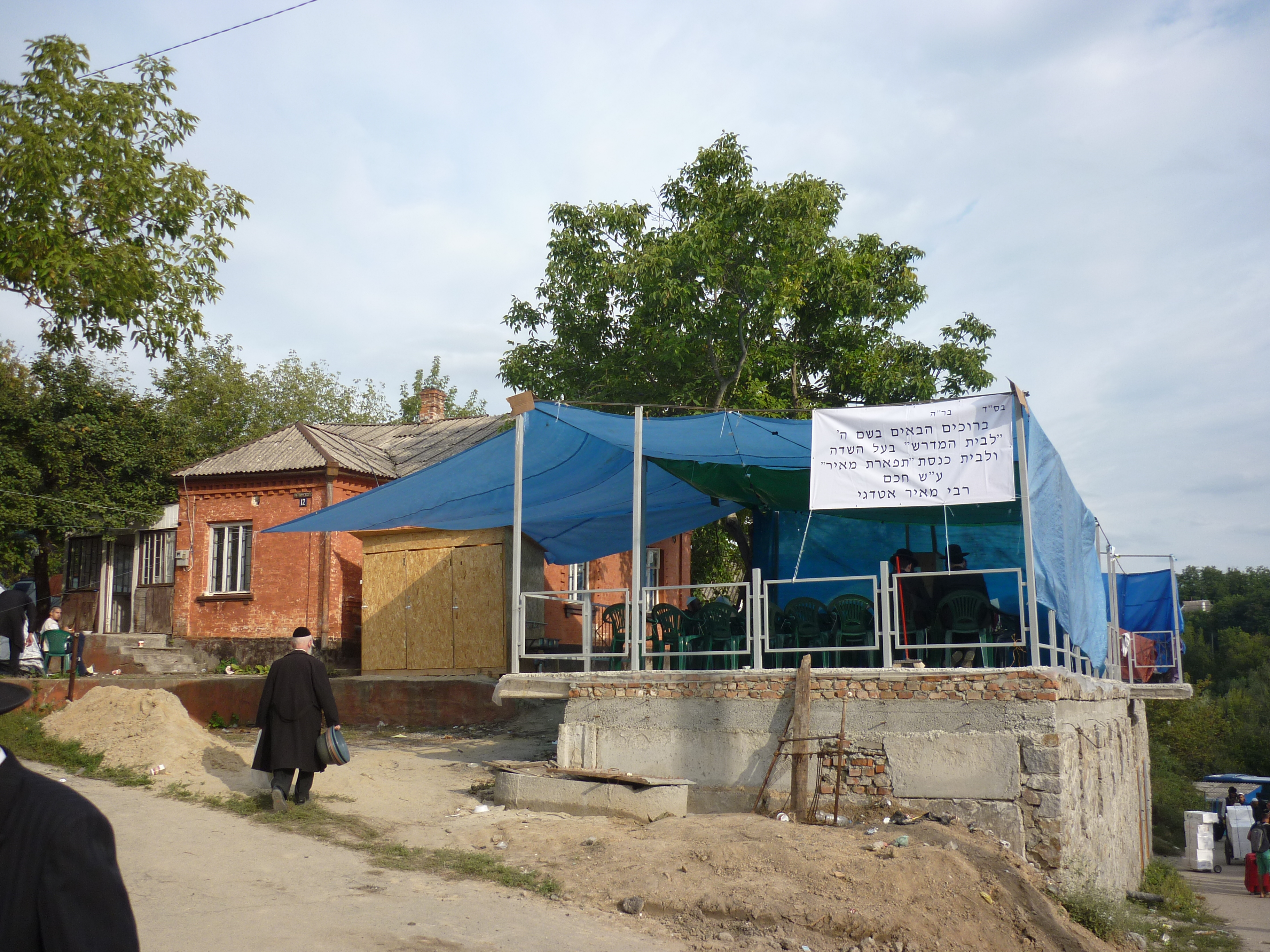
Тимчасове житло для хасидів